# 賓斯維爾 (密西西比州)
賓斯維爾（英語：Binnsville）是位於美國密西西比州肯珀縣的鬼鎮。

## 地理
賓斯維爾所處的海拔為高於海平面72米（即236英呎），而該地所採用的時區為UTC-6，即北美中部時區（CST）。同時該地設有夏令時間，為UTC-6調快一小時，即UTC-5（CDT）。